# Notylia glaziovii
Notylia glaziovii är en orkidéart som beskrevs av Célestin Alfred Cogniaux. Notylia glaziovii ingår i släktet Notylia och familjen orkidéer. Inga underarter finns listade i Catalogue of Life.